# Polícia Nacional da Bolívia
A Polícia Nacional da Bolívia (Policía Nacional de Bolivia) é a força policial boliviana, de caráter nacional, com disciplina militarizada e atuação de ciclo completo nas formas de polícia judiciária e polícia ostensiva.

## Missão
A Polícia Nacional como força pública tem a missão específica de defender a sociedade, manter a ordem pública e o cumprimento das leis no território nacional, com a finalidade de assegurar à população pleno desenvolvimento em meio a paz e tranqüilidade.

## Histórico
A Constituição da República da Bolívia de 24 de junho de 1826, promulgada durante o governo do Presidente Antonio José de Sucre,  estabeleceu normas reguladoras da atividade policial. Criou em cada Departamento um Intendente de Polícia, nomeado pelo governo e três ou quatro Comissários de Polícia, subordinados aos Intendentes e pagos pelos cofres públicos.
Mais tarde, em 3 de maio de 1831, o Presidente Santa Cruz, através de um Regulamento de Polícia vai sistematizar e aperfeiçoar as normas oriundas da Constituição.
Em 1832 a gendarmeria deixou o seu estatuto militar para organizar-se como um corpo civil, adaptando-se à esfera do Ministério do Interior.
Os Comissários Principais, em 22 de novembro de 1851, assumem funções anteriormente atribuídas pelo regulamento aos Intendentes de Polícia.
Em 1861 a policía em La Paz foi dividida em dois distritos, um sob as ordens do Intendente de Polícia e o outro do Comissário Principal, ambos auxiliados, em cada distrito, por seis Comissários e trinta agentes que se revezavam em turnos de 24 horas.
Durante o Governo de Gregório Pacheco foi sancionada a Lei Regulamentar da Polícia de Segurança, de 11 de novembro de 1886, destinada à manutenção da ordem pública, a preservação das garantias pessoais e patrimoniais, a prevenção dos delitos e a captura de delinqüentes para apresenta-los à justiça.
A Escola de Polícia foi criada de 20 de dezembro de 1923, para a instrução e educação de candidatos às Polícias da República.
A unificação da direção de todas as unidades de polícia do país surge com o decreto de 28 de julho de 1930, que criou a Direção Geral da Polícia da República, subordinada ao Ministério do Governo.
Uma missão italiana constituída por integrantes dos "Carabinieri" foi convidada para colaborar com a modernização da polícia boliviana, notadamente, dos regimentos de carabineiros existentes.
A fusão da Polícia de Segurança com os regimentos de carabineiros foi implementada pelo Governo em 18 de janeiro de 1937, passando a nova corporação a denominar-se Carabineiros da Bolívia. Nova lei de 14 de novembro de 1950 reafirma a natureza única da organização policial, com disciplina militar, incumbida da defesa nacional e da ordem pública, sob o comando supremo do Chefe da Nação.
Atualmente a Polícia Nacional da Bolívia tem a sua constituição regulada pela Lei Orgânica de 18 de dezembro de 1961 e exerce a função policial em todas as suas modalidades, tanto como polícia ostensiva como polícia judiciária, submetendo-se ao comando do Presidente da República por intermédio do Ministro do Governo.

## Estrutura

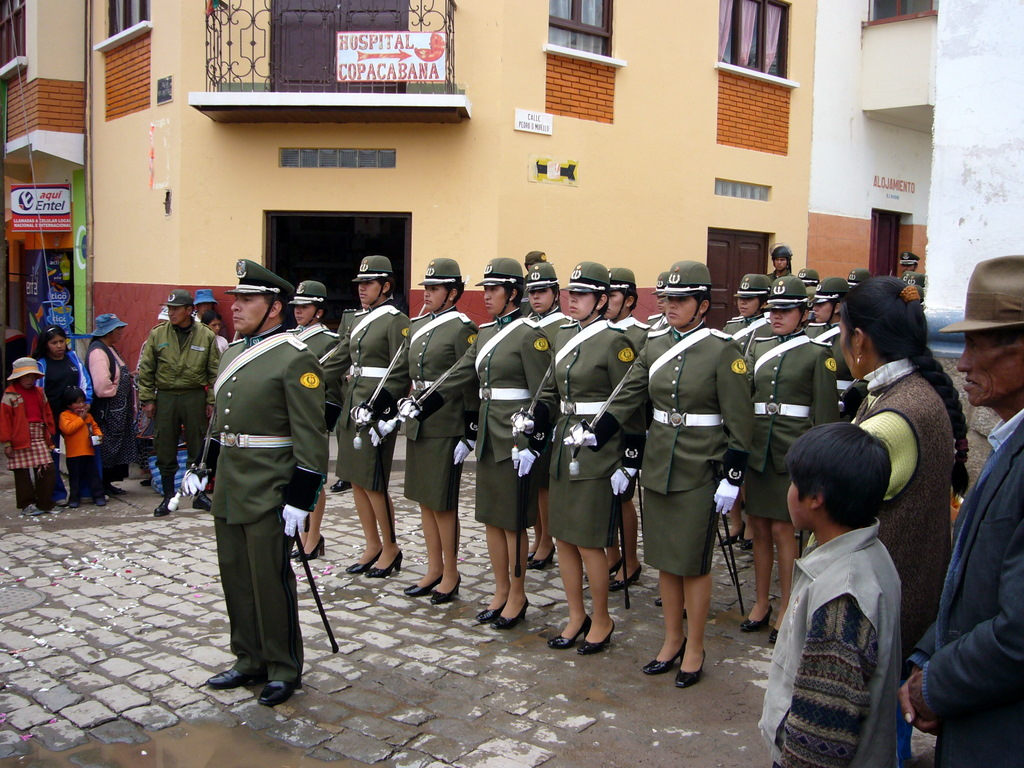
Parada militar da Polícia Nacional da Bolívia.

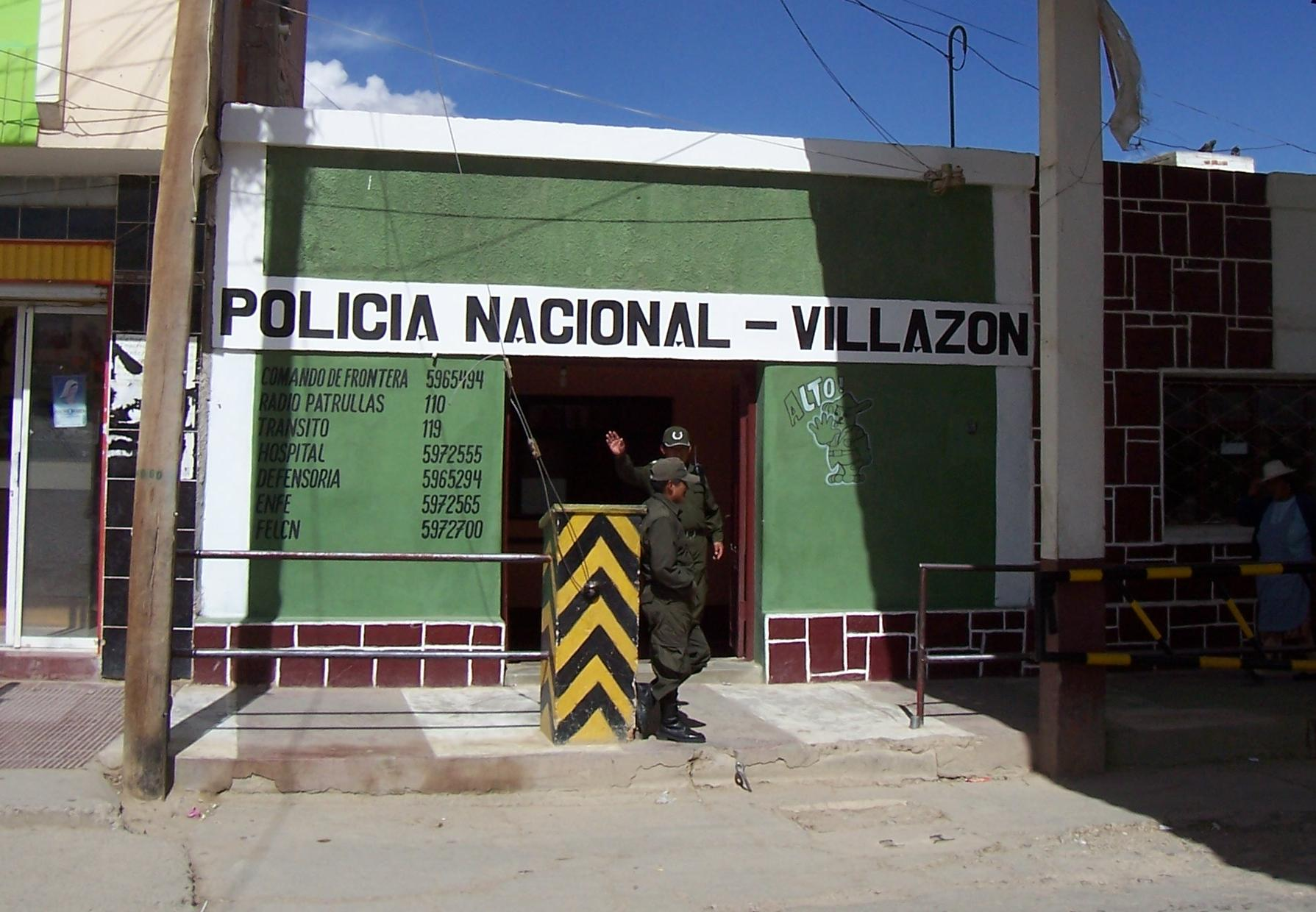
Posto de controle de fronteira entre Villazón, Bolivia, com La Quiaca, Argentina.

A Polícia Nacional da Bolívia tem a seguinte estrutura organizacional:
- Comando Geral da Polícia Nacional

Secretaria Geral
Diretoria Nacional de Comunicações e Relações Internacionais
Inspetoria Geral
Tribunal Superior Disciplinar
- Subcomando Geral da Polícia Nacional
- Diretorias Nacionais

Diretoria de Pessoal
Diretoria de Inteligência
Diretoria de Planejamento e Operações
Diretoria de Administração
Diretoria de Serviços Técnicos e Auxiliares
Diretoria de Identificação Civil
Diretoria de Saúde e Bem Estar Social
Diretoria de Instrução e Ensino
Interpol

### Comandos Departamentais
Os Comandos Departamentais são responsáveis pela execução das atividades da Polícia Nacional nos limites de cada departamento boliviano e estão assim distribuídos:
- Sucre
- La Paz
- Santa Cruz
- Cochabamba
- Oruro
- Potosi
- Tarija
- Beni
- Pando

### Unidades de ordem e segurança
São órgãos policiais de execução das funções de prevenção e auxílio, como: os Distritos Policiais de Patrulhamento Pedestre, a Rádio Patrulha, a Patrulha de Auxílio e Cooperação Cidadã, a Unidade Polivalente de Segurança aos Cidadãos, o Órgão Executivo de Trânsito, a Unidade de Bombeiros de Autofagasta, o Centro de Adestramento de Cães, a Unidade Tática de Operações Policiais, a Polícia Rural e de Fronteiras, a Polícia Montada e a Patrulha Rodoviária.

### Unidades Especializadas
São unidades de emprego especial, como: a Força Especial de Luta contra o Narcotráfico, a Força Especial de Luta contra o Crime, a Brigada de Proteção à Família, a Direção Nacional de Prevenção e Investigação de Roubo de Veículos, a Polícia Florestal e do Meio Ambiente, o Grupo Especial DELTA, dentre outros.